# 팡쓰위

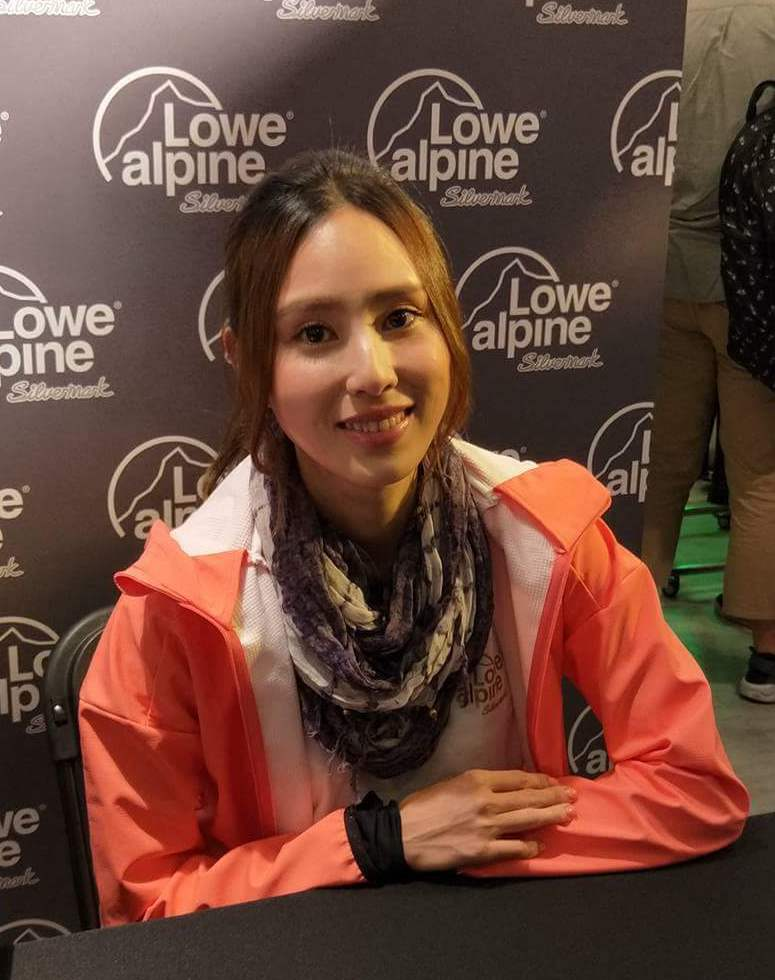

팡쓰위(중국어: 房思瑜, 병음: Fáng Sīyú, 한자음: 방사유, 1984년 3월 31일 ~ )는 중화민국의 배우이다.

## 방송
- 여짐친림
- 호상담연애
- 애정ATM
- 유애일가인
- 진심청안량차령

## 영화
- 여짐친림 (2016년)
- 호상담연애 (2015년)
- 유애일가인 (2013년)
- 애정ATM (2013년)
- 오룡희봉2012 (2012년)
- 여친남친 (2012년) - 아론의 아내 역
- 진심청안양차령 (2011년)
- 사신소녀 (2010년)
- 포말지하 (2010년) - 장전은 역